# Spuleria flavicaput
Spuleria flavicaput — вид лускокрилих комах родини злакових молей-мінерів (Elachistidae).

## Поширення
Вид поширений в Європі, Північній Африці та Малій Азії. Присутній у фауні України.

## Опис
Розмах крил 12-14 мм. Голова помаранчево-жовта. Пальпи жовті, базальна половина чорнувата, кінцевий суглоб дуже короткий. Передні крила пурпурно-чорні. Задні крила темно-червоні.

## Спосіб життя
Імаго літають вранці з травня по червень. Личинки харчуються листям глоду одноматочкового (Crataegus monogyna) і глоду звичайного (Crataegus laevigata). Вони мінують молоді гілочки рослини-господаря влітку та восени. Заляльковування відбувається в шахті. Личинок можна знайти з вересня по березень чи квітень.